# Dactylotula
Apatetris là một chi bướm đêm thuộc họ Gelechiidae.